# Minvoul
Minvoul ist eine Stadt in der Provinz Woleu-Ntem in Gabun.

## Lage
Sie liegt nahe der Grenze zu Kamerun und an einem Nebenfluss des Ntem. Sie wird vom Flughafen Minvoul angeflogen.

## Demografie
Im Jahr 2013 hatte die Gemeinde 3719 Einwohner, von denen 1867 Männer und 1852 Frauen waren.
Die Ortschaft wird hauptsächlich von Fangs bewohnt, wobei die Hauptsprache der Mvaï-Dialekt ist, mit Minderheiten des Ntumu- und Nzamane-Dialekts. Eine Minderheit von Baka-Pygmäen lebt ebenfalls in dem Dorf.